# تبييض السحب البحرية

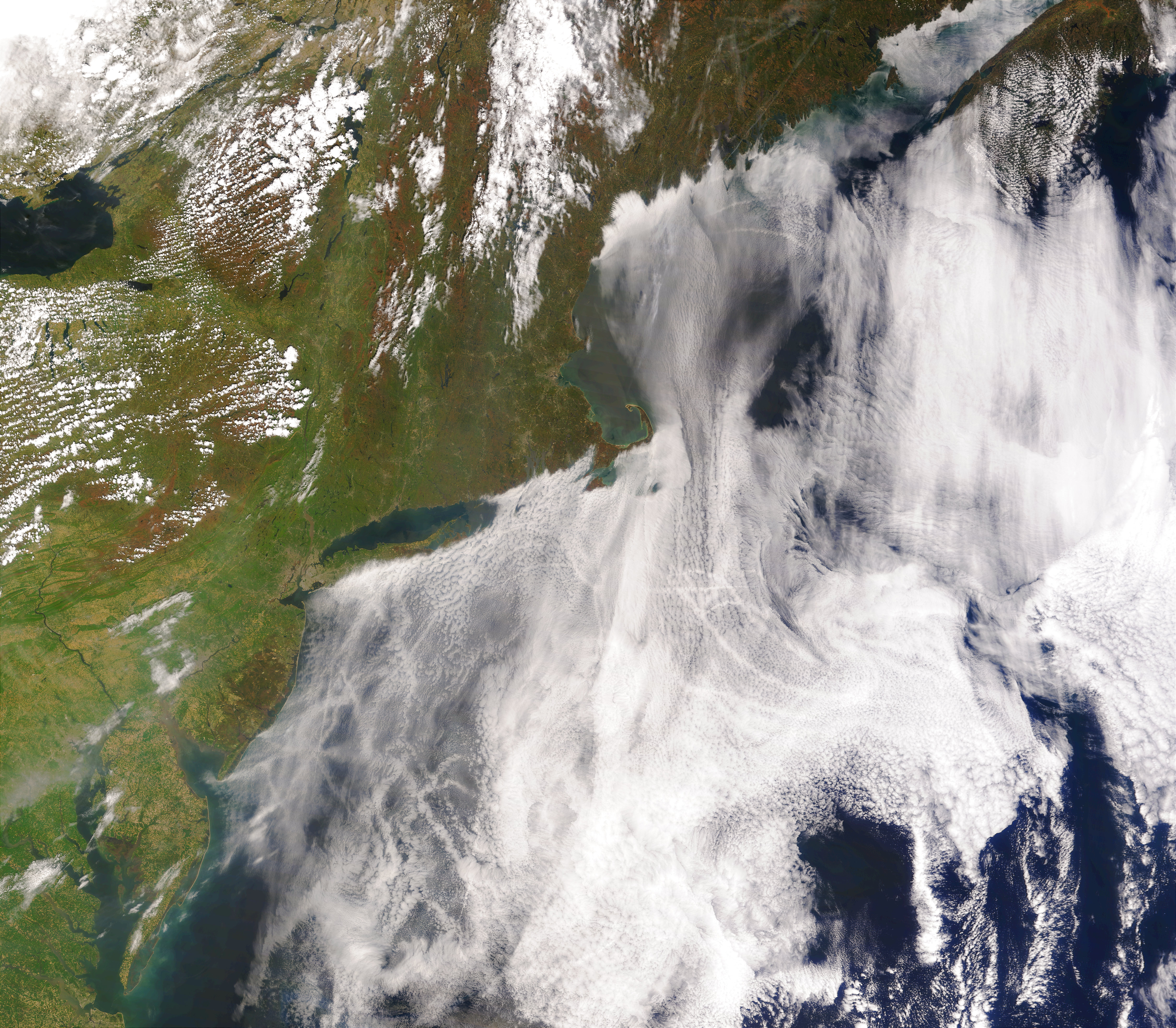

تبييض السُحُب البحرية هو وسيلة مقترحة في الهندسة المناخية من خلال معالجة أشعة الشمس، التي تجعل الغيوم أفتح، وعكس جزء صغير من أشعة الشمس نحو الفضاء لموازنة آثار الاحتباس الحراري بشري المنشأ. بالإضافة إلى حقن الهباء الجوي، تُعتبر طريقة تبييض السحب إحدى وسائل معالجة أشعة الشمس التي قد تؤدي عمليًا إلى تأثيرات إيجابية على المناخ. تنطلق هذه الوسيلة من نقطة أن رفع وضاءة الأرض (أو بياضها، أي قدرتها على عكس أشعة الشمس) بالتزامن مع خفض انبعاثات الغازات الدفيئة، وعمليات إزالة ثاني أوكسيد الكربون، والتكيف مع التغيير المناخي، سيؤدي كل هذا إلى إبطاء وتيرة التغيير المناخي وتقليل مخاطره على البشر والطبيعة. في حال تطبيق هذه الوسيلة، فمن المتوقع ملاحظة آثار التبريد مباشرةً، وقابلية عكسها ضمن فترة زمنية وجيزة نسبيًا. على أي حال، تقف العقبات الفنية في وجه تطبيق هذه الوسيلة على نطاق واسع. وتصحبها أيضًا مخاطر تتعلق بالتعديل على الأنظمة المناخية المعقدة.

## المبادئ الأساسية
يعتمد تبييض السحب البحرية على ظواهر ملحوظة في النظام المناخي. حاليًا، تختلط حبيبات الانبعاثات مع الغيوم في الغلاف الجوي وتزيد نسبة أشعة الشمس التي تعكسها، مقللةً من التسخين الحراري. يقدر العامل التبريدي بين 0.5 و1.5 درجة مئوية، ويعتبر أحد أشد العوامل أهمية وغموضًا في المناخ. تقترح وسيلة تبييض السحب البحرية آلية عمل شبيهة للوصول إلى نفس الأثر التبريدي باستخدام مواد لا تضر بالبيئة (كالملح البحري)، تُرش في الغيوم الأكثر عرضةً لهذه الآثار (الغيوم الركامي الطبقية البحرية).
معظم الغيوم عاكسة، تعكس أشعة الشمس إلى الفضاء. يمكن رفع نسبة أشعة الشمس المنعكسة نحو الفضاء عن طريق زيادة وضاءة الغيوم، وبالتالي تبريد الكوكب. تتألف الغيوم من قطرات المياه، وللغيوم ذات القطرات الأصغر حجمًا فاعلية أكبر للعكس (بسبب ظاهرة تأثير تومي). تعتبر نوى التكاثف في الغيوم ضرورية لتشكل قطرات المياه. و تعتمد الفكرة الرئيسية في تبييض السحب البحرية على إضافة جزيئات الهباء الجوي في المواقع الجوية التي تتشكل فيها الغيوم، ثم تعمل هذه كنوى تكاثف في الغيوم، ما يرفع من وضاءة الغيوم.
في الواقع، تجري عملية تبييض السحب البحرية على نطاق ضيق وبشكل غير مقصود بسبب الهباء الجوي من عوادم السفن، الذي ينتج عنه مسار السفينة. تتجاوب كل مجموعة من الغيوم بشكل مختلف عن غيرها لآليات التبييض، مع كون الغيوم الركامية الطبقية (الواطئة ذات الطبقات التي تكون فوق المحيطات) الأكثر حساسية للتغييرات في الهباء الجوي. لهذا السبب، تكون هذه الغيوم في مقدمة الغيوم التي يوصى للعمل عليها في تبييض السحب البحرية.

## التأثيرات المناخية
ما يزال دليل النمذجة لآثار تبييض السحب البحرية المناخية على مستوى العالم محدودًا. تشير أبحاث النمذجة الحالية إلى أن تبييض السحب البحرية قد يخفض من درجة حرارة الكوكب بشكل ملموس. قدرت إحدى الدراسات أن عملية تبييض السحب البحرية قد تنتج 3.7 واط/م2 من متوسط التأثير الإشعاعي عالميًا، الأمر الذي قد يجابه التسخين الناجم عن مضاعفة تركيز غار ثاني أوكسيد الكربون في الغلاف الجوي، أو بتقدير 3 درجات مئوية، رغم أن بعض النماذج أظهرت استطاعة أقل.
ستكون الآثار المناخية لتبييض السحب البحرية سريعة الاستجابة وانعكاسية. في حال تغير نشاط التبييض في الشدة، أو توقفه التام، فسوف يستجيب سطوع الغيوم في فترة من أيام إلى أسابيع، كون جزيئات نوى التكثيف السحابي تترسب بشكل طبيعي. يجدر بالذكر أن حقن الهباء الجوي في الغيوم الركامية الطبقية يختلف عن تبييض السحب البحرية، التي يمكن تطبيقها على المستوى الإقليمي، رغم كون ذلك على نطاق محدود. تكون الغيوم الركامية الطبقية شائعة في مناطق معينة، وتحديدًا في مناطق شرق المحيط الهادئ وجنوب شرق المحيط الأطلسي.
من المحتمل حدوث بعض التغييرات في أنماط الترسب والوفرة، على الرغم من أن الأبحاث في مرحلة النمذجة تشير إلى أن التغييرات تكون بشكل أقل من حالة حقن الهباء الجوي في الغيوم الركامية الطبقية، وأقل بكثير من حالة الاحتباس الحراري بشري المنشأ.

## الأبحاث
تُنسب فكرة تبييض السحب البحرية إلى اقتراح طرحه البروفيسور جون ليثام في العام 1990.
بالنظر إلى كون الغيوم مصدرًا رئيسيًا للتقلبات في التغيير المناخي، فقد قدمت بعض المشاريع البحثية المجراة على انعكاسية الغيوم في سياق التغيير المناخي العام نظرةً أعمق بخصوص تبييض السحب البحرية بشكل خاص. فعلى سبيل المثال، من أجل أغراض البحث، أطلق باحثون دخانًا خلف سفن مبحرة في المحيط الهادئ، ورصدوا تأثير الجسيمات على الغيوم. صحيح أن هذا البحث قد أُنجز من أجل فهم أفضل للغيوم والتغيير المناخي، لكنه سلط بعض الضوء على تبييض السحب البحرية.

## أساليب التنفيذ المقترحة
يتلخص أسلوب عمل الطريقة الرئيسية المقترحة لتبييض السحب البحرية في توليد ضباب رقيق من ملح مياه البحر وإيصاله إلى الغيوم الركابية الطبقية المستهدفة عن طريق سفن عابرة للمحيط. يستلزم هذا الأسلوب توظيف تقنية تستطيع توليد جزيئات من ملح البحر بحجم مثالي يبلغ (100 نانومتر) ورشها بقوة ونسبة مناسبتين لاختراق الغيوم البحرية الواطئة. يجب الاستمرار في رش الرذاذ الناتج على الغيوم المطلوبة فوق المحيط.

## التكاليف
تبقى تكاليف تبييض السحب البحرية غير محددة بشكل دقيق حتى الآن. ألمحت ورقة أكاديمية إلى أن تكاليفها السنوية  قد تبلغ حوالي 50 إلى 100 مليون جنيه إسترليني (ما يساوي 75 إلى 150 مليون دولار أمريكي تقريبًا). وأشار تقرير للأكاديميات الوطنية للعلوم والهندسة والطب الأمريكية أن التكلفة قد تبلغ حوالي خمسة مليارات دولار أمريكي سنويًا لبرنامج نشر على نطاق واسع (لتقليل التأثير الإشعاعي بمقدار 5 واط/م2).

## الحوكمة القانونية
ما من شك أن تبييض السحب البحرية سيخضع بشكل رئيسي للقوانين الدولية، كونه سيتم خارج المياه الإقليمية للدول، ولأنه سيترك آثارًا على البيئة في الدول الأخرى والمحيطات. إن القوانين الدولية التي تتبعها عمليات معالجة أشعة الشمس تنطبق غالبًا على تبييض السحب البحرية. على سبيل المثال، وفقًا للقانون الدولي العرفي، إذا رغبت دولة ما بإجراء نشاطات تبييض السحب البحرية، فينبغي على تلك الدولة الالتزام بقانون العناية الواجبة في تقليل المخاطر الناجمة عن تلك النشاطات. في هذه الحالة، يجب على تلك الدولة طلب السماح بتنفيذ نشاط التبييض، إجراء مسبق لاختبار الأثر البيئي، وتبليغ الدول التي قد تطالها آثار تلك التجربة وحتى التعاون معها، وتبليغ عامة الشعب، ووضع خطة لمواجهة الطوارئ المحتملة.

## المحاسن والمساوئ
يبدو أن لتبييض السحب البحرية معظم محاسن ومساوئ معالجة أشعة الشمس بشكل عام. يذكر مثلًا أن العملية في الوقت الحاضر غير مكلفة مقارنة بالأضرار الناجمة عن التغير المناخي وخفض انبعاثات الغازات الدفيئة، وهي سريعة المفعول وقابلة للانعكاس في آثارها المناخية المباشرة. ترتبط بها بعض المحاسن والمساوئ الخاصة بها والتي تختلف عنها في تقنيات معالجة الإشعاع الشمسي الأخرى المقترحة.
مقارنةً بالوسائل الأخرى المقترحة لمعالجة أشعة الشمس، مثلًا حقن الهباب الجوي في الغيوم الركامية الطبقية، فقد يكون تبييض السحب البحرية ذا آثار إقليمية جزئيًا. وهذا قد يمكن من وقف ذوبان الصفيحة الجليدية في أنتاركتيكا الغربية. بالإضافة إلى ذلك، يمكن لتبييض السحب البحرية، في الرؤية الحالية، أن يقتصر على استخدام المواد الطبيعية مثل ماء البحار والريح، بدلًا من استخدام مواد صناعية في البيئة.